# 刘艳琼
刘艳琼（1970年—），江西赣州人，汉族，中华人民共和国政治人物、第十一届全国人民代表大会江西地区代表。
毕业于江西广播电视大学。加入民进。担任章贡区教育局副局长兼赣州市文清路小学校长。2008年起担任全国人大代表。